# 1976年インスブルックオリンピックのアメリカ合衆国選手団
1976年インスブルックオリンピックのアメリカ合衆国選手団（1976ねんインスブルックオリンピックのアメリカがっしゅうこくせんしゅだん）は、1976年2月4日から2月15日まで、オーストリアのインスブルックで開催された冬季オリンピックのアメリカ合衆国選手団、およびその競技結果。

## 概要
今大会は金メダル3個、銀メダル3個、銅メダル4個の合計10個のメダルを獲得、前回1972年札幌オリンピックに比べメダル数は微増となった。
クロスカントリースキーの男子30kmでは、ビル・コーチが銀メダルを獲得した。クロスカントリースキーでアメリカ選手がメダルを獲得するのはこれが初めてのことだった。

## メダル
| メダル | 選手名                                    | 競技                   | 種目         |
| ------ | ----------------------------------------- | ---------------------- | ------------ |
| 金     | ピーター・ミューラー                      | スピードスケート       | 男子1000m    |
| 金     | シーラ・ヤング                            | スピードスケート       | 女子500m     |
| 金     | ドロシー・ハミル                          | フィギュアスケート     | 女子シングル |
| 銀     | ビル・コーチ                              | クロスカントリースキー | 男子30km     |
| 銀     | リー・ポーロス                            | スピードスケート       | 女子1000m    |
| 銀     | シーラ・ヤング                            | スピードスケート       | 女子1500m    |
| 銅     | シンシア・ネルソン                        | アルペンスキー         | 女子滑降     |
| 銅     | コリーン・オコーナー ジェームズ・ミルンズ | フィギュアスケート     | アイスダンス |
| 銅     | ダン・インマーフォール                    | スピードスケート       | 男子500m     |
| 銅     | シーラ・ヤング                            | スピードスケート       | 女子1000m    |